# 福雷地区波米耶
福雷地区波米耶（法語：Pommiers-en-Forez，法語發音：[pɔmje ɑ̃ fɔʁɛ]；2020年之前名为波米耶 (Pommiers)）是法国卢瓦尔省的一个市镇，位于该省中部，属于罗阿讷区。

## 地理
福雷地区波米耶（45°49'45"N, 4°3'55"E）面积23.84 平方千米，位于法国奥弗涅-罗讷-阿尔卑斯大区卢瓦尔省，该省份为法国中南部省份，北起顺时针与索恩-卢瓦尔省、罗讷省、伊泽尔省、阿尔代什省、上盧瓦爾省、多姆山省和阿列省接壤。
与福雷地区波米耶接壤的市镇（或旧市镇、城区）包括：比西-阿尔比约、内尔维约、圣富瓦-圣叙尔皮斯、圣乔治德巴鲁瓦耶、圣日耳曼拉瓦勒、卢瓦尔河畔韦兹兰。
福雷地区波米耶的时区为UTC+01:00、UTC+02:00（夏令时）。

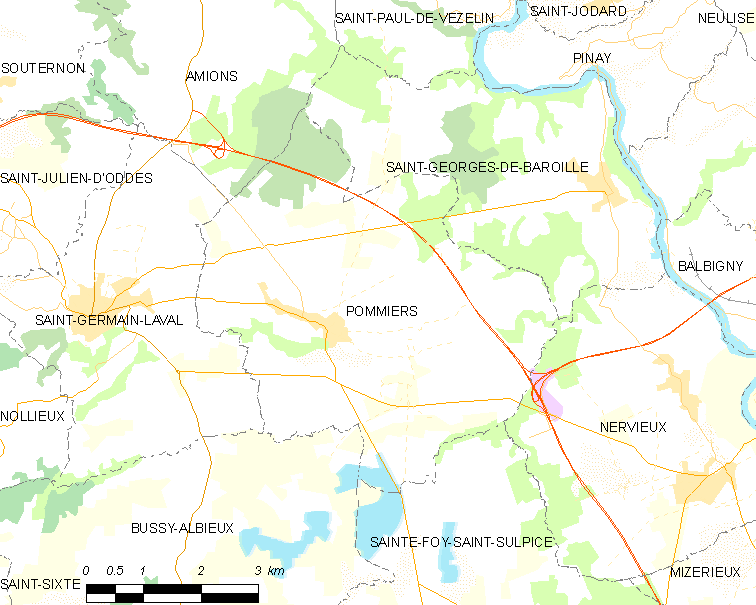
福雷地区波米耶的OSM定位图

## 行政
福雷地区波米耶的邮政编码为42260，INSEE市镇编码为42173。

## 政治
福雷地区波米耶所属的省级选区为利尼翁河畔博安县。

## 交通
卢瓦尔省省道D1线、D38线、D42线和D94线在境内交汇。法国国家A89号高速公路经过境内北部和东部但未设出入口。

## 人口

1962-2008年间福雷地区波米耶人口变化图示

福雷地区波米耶于2022年1月1日时的人口数量为371人。